# 皆声.jp
皆声.jpは、株式会社1st Classが運営する日本語専用のブログ検索エンジンである。
検索以外にも、ブログの話題度合いを元にしたブログランキング、ニュース記事ランキング、ブログ記事ランキング、動画ランキングの機能を提供している。
記事の収集はPingを送らなくても行われるが、送った方が確実に収集される。